# Кисслинг, Конни
Корне́лия «Конни» Ки́сслинг (нем. Cornelia «Conny» Kissling ; род. 18 июля 1961) — швейцарская фристайлистка, наибольших успехов достигшая в 1980-х годах. Десятикратная обладательница Кубка мира, победительница 106 кубковых этапов, чемпионка мира.

## Карьера
В Кубке мира по фристайлу Конни Кисслинг начала выступать в начале 1980-х годов. По итогам сезона 1981/82 она стала второй в общем зачёте, проиграв канадке Мари-Клод Асселин, а начиная со следующего сезона и до окончания карьеры в 1992 году неизменно выигрывала генеральную классификацию, сделав это 10 раз подряд.
Наиболее удачно Кисслинг выступала в комбинации (объединение всех трёх существовавших на тот день видов фристайла — могула, акробатики и лыжного балета). В этой дисциплине она одержала 66 из своих 106 побед, а на подиум попадала 88 раз. Всего же в тройке лучших швейцарка поднималась 204 раза (106 побед, 56 вторых и 42 третьих места).
На первом в истории чемпионате мира по фристайлу, который прошёл в Тине в 1986 году Кисслинг одержала победу в комбинации. Через три года на первенстве в Западной Германии завоевала две серебряные медали, проиграв коронную комбинацию американке Мелани Паленик.
В 1988 году фристайл был включён в олимпийскую программу в качестве показательного вида. Во время этих соревнований Конни Кисслинг дважды занимала третьи места в могуле и лыжном балете.
На Олимпиаде в Альбервиле в основную олимпийскую программу был включён могул, акробатика и лыжный балет остались демонстрационными видами. В могуле Кисслинг показала 13-й результат в квалификации и не прошла в восьмёрку лучших фристайлисток, прошедших в финальный раунд. Зато в показательном лыжном балете швейцарка показала лучшее выступление.
Завершила спортивную победу после окончания олимпийского сезона 1991/92. Завершила карьеру победой в комбинации на этапе в австрийском Альтенмаркте.
1 июня 2002 года вышла замуж за бывшего швейцарского горнолыжника Урса Леманна.